# 4º Reggimento artiglieria da montagna
Il 4º Reggimento artiglieria terrestre da montagna è stato un reparto alpino d'artiglieria dell'Esercito Italiano, con sede a Susa, attiva dal 1934 al 1943 e successivamente dal 1975 al 1991.

## Storia

### Formazione
Il 4° Reggimento Artiglieria da Montagna venne costituito a Cuneo il 1° gennaio 1934 con due gruppi ceduti dal 1º Reggimento Artiglieria; i gruppi Pinerolo (batterie 7, 8, 9) e Mondovì (batterie 10, 11, 12) e venne assegnato alla 4ª Divisione alpina "Cuneense", insieme al 1º Reggimento Alpini ed al 2º Reggimento Alpini, per questo l'11 ottobre 1935 assunse la denominazione di "Cuneense". Il 24 dicembre 1935, durante la Guerra d'Etiopia il reggimento mobilitò l'11° batteria del gruppo Mondovì, che venne ceduta al gruppo Belluno del 5º Reggimento artiglieria da montagna. Dopo la guerra la batteria rientrò nel gruppo Mondovì il 14 aprile 1937 al termine della guerra. Nell'agosto 1939 furono costituiti i gruppi Val Tanaro (batterie 25, 26, 27) e Val Po (batterie 72, 73, 74).

### Seconda guerra mondiale
Il 10 giugno 1940, dopo l'inizio della seconda guerra mondiale, tutti e 4 i gruppi furono equipaggiati con degli Škoda 7,5 cm Vz. 1915, partecipò alla Battaglia delle Alpi Occidentali e a novembre i due gruppi sbarcano a Valona per combattere nella campagna italiana di Grecia dal 15 dicembre 1940 al 18 marzo 1941, quando fu spostato con la sua divisione per partecipare all'invasione della Jugoslavia; tornò in Italia, sempre sotto la stessa divisione, nel maggio 1941. Per la sua condotta e il suo coraggio sul fronte greco il reggimento fu insignito della medaglia di bronzo al valore militare.
Il 10 marzo 1942 le batterie 72 e 73 del gruppo Val Po vennero dotate con degli obici Schneider 105 mm M Mle. 1919, mentre la 74° batteria fu impiegata per l'addestramento. A luglio prima della partenza per il fronte orientale le batterie 64 e 116 furono equipaggiate con delle mitragliere contraeree Breda 20/65 Mod. 1935, il gruppo Pinerolo ed il gruppo Mondovì con obici Schneider 105 mm M Mle. 1919 e la 78° batteria con dei 7,5 cm PaK 97/38. Il reggimento combatté sul fronte orientale con la sua divisione in Ucraina orientale, oltre il Don, tuttavia subì enormi perdite di uomini e materiali; rientrano in Italia circa 400 soldati sui 3600 partiti e per il suo coraggio e sacrificio in Unione Sovietica il reggimento fu insignito della Medaglia d'Oro al Valor Militare. Il 10 settembre 1943 il reggimento era in fase di ricostituzione in Alto Adige ma venne sciolto due giorni dopo l'armistizio di Cassibile, per evitare l'accerchiamento delle truppe tedesche.

### Dopoguerra
Con la riforma dell'Esercito Italiano del 1975 ad ottobre si forma a Susa il Gruppo Artiglieria da Montagna "Pinerolo" ed il 18 ottobre gli vennero affidate le gloriose tradizioni del 4º Reggimento artiglieria da montagna e con decreto del 12 novembre 1976 ne riceve anche la bandiera. Il Gruppo Artiglieria da Montagna "Pinerolo" venne soppresso il 23 marzo 1991 la bandiera venne versata al Sacrario delle Bandiere del Vittoriano.

## Stemma araldico
Lo stemma del Reggimento è stato concesso con decreto del 26 ottobre 1976.
Ornamenti esteriori: Lo scudo è sormontato dalla corona turrita degli Enti Militari. Lista bifida d'oro, svolazzante, collocata sotto la punta dello scudo, incurvata con la concavità rivolta verso l'alto, riportante il motto, in lettere maiuscole di nero: "SU TUTTE L'ERTE E SOPRA OGNI CIMA". Nastri rappresentativi delle ricompense al Valore: annodati nella parte centrale non visibile della corona turrita, scendenti svolazzanti in sbarra ed in banda dal punto predetto, passando dietro la parte superiore dello scudo: 1 M.O.V.M., 1 M.B.V.M.»
Lo scudo è troncato, ovvero diviso in due fasce orizzontali: in quella superiore sono rappresentati su uno sfondo azzurro dei monti all'italiana (simboleggianti la prima guerra mondiale), su uno sfondo rosso un leone d'oro (simboleggiante la guerra d'Etiopia) e su cinque verghette di colore azzurro, rosso e nero, l'elmo di Scanderbeg (simboleggiante la campagna italiana di Grecia). Nella parte inferiore le tre fasce d'argento in campo rosso sono il simbolo della città di Cuneo.
Sopra a tutto, il capo d'oro rappresenta la medaglia d'oro al valore militare concessa per lo sforzo sul fronte orientale sottolineato dal quartier franco con il Tryzub (tridente bizantino d'Ucraina).

## Onorificenze

### Decorati[1]
- Michele Filippi - Sergente Maggiore - gruppo Mondovì - Nowo-Postojalowka (Russia) 20 gennaio 1943
- Silvio Sibona - Capitano - gruppo Mondovì - Nowo-Postojalowka (Russia) 20 gennaio 1943
- Giulio Siragusa - Tenente - gruppo Mondovì - Nowo-Postojalowka (Russia) 20 gennaio 1943

## Comandanti

### 1934-1943[1]
- Colonnello Angelo Bergonzi
- Colonnello Alberto Roberti
- Colonnello Lorenzo Richieri
- Colonnello Enrico Orlandi
- Tenente Colonnello Bartolomeo Ballatore